# Championnat du monde de roller in line hockey IIHF 2010
Navigation
Édition précédente Édition suivante
Les Championnats du monde de roller in line hockey IIHF 2010 sont les 14e championnats organisés par la Fédération internationale de hockey sur glace. Ils se déroulent à la Löfbergs Lila Arena de Karlstad en Suède. Les matchs de Division 1 se déroulent dans la Kobbs Arena de cette patinoire.

## Division Élite

### Tour préliminaire

#### Groupe A
| Équipe   | MJ | V | V.A.P | D.A.P. | D | BP | BC | DIF | PTS |
| -------- | -- | - | ----- | ------ | - | -- | -- | --- | --- |
| Suède    | 3  | 2 | 0     | 1      | 0 | 32 | 14 | 18  | 7   |
| Finlande | 3  | 1 | 1     | 0      | 1 | 18 | 14 | 4   | 5   |
| Slovénie | 3  | 1 | 0     | 0      | 2 | 13 | 20 | -7  | 3   |
| Autriche | 3  | 1 | 0     | 0      | 2 | 9  | 24 | -15 | 3   |

| 28 juin 2010 14:00 | Finlande | 7-3 (0-0, 2-1, 3-1, 2-1) | Slovénie | Löfbergs Lila Arena |

| Feuille de match | Feuille de match | Feuille de match                        | Feuille de match | Feuille de match |
| ---------------- | --- | --------------------------------------- | --- | ---------------- |
|                  | S. Markkanen (S. Viljakainen) – 19 min 43 s (SN) S. Markkanen (T. Lauren) – 21 min 46 s T. Kapuppinen (T. Virtala) – 26 min 33 s S. Markkanen (J. Laaksonen, T. Virtala) – 31 min 46 s T. Suhonen – 34 min 15 s J. Vijko (A. Touminen) – 40 min 13 s T. Lauren (S. Markkanen, S. Viljakainen) – 45 min 21 s | 0–1 1–1 2–1 3–1 4–1 4–2 5–2 5–3 6–3 7–3 | 12 min 35 s – Ž. Jeglič (D. Zemva) 33 min 52 s – D. Zemva (Z. Jeglic, J. Loboda) (SN) 38 min 00 s – D. Vedlin (D. Kadic) |                  |
| Petri Karhu      | Gardiens | Gasper Kroselj                          | |                  |
| 1.5 min          | Pénalités | 4.5 min                                 | |                  |
| 39               | Tirs | 26                                      | |                  |

| 28 juin 2010 20:00 | Autriche | 4-13 (0-2, 1-5, 2-5, 1-1) | Suède | Löfbergs Lila Arena |

| Feuille de match                        | Feuille de match | Feuille de match                                                          | Feuille de match | Feuille de match |
| --------------------------------------- | --- | ------------------------------------------------------------------------- | --- | ---------------- |
|                                         | D. Oberkofler (G. Gruger) – 18 min 08 s M.Altmann (T. Auer, M. Grabher-Meier) – 30 min 19 s M. Pollross (C. Dolezal, Y. Riener) – 35 min 48 s Y. Riener – 39 min 22 s | 0–1 0–2 0–3 0–4 1–4 1–5 1–6 1–7 1–8 1–9 2–9 2–10 2–11 2–12 3–12 4–12 4–13 | 4 min 22 s – A. Svensson (K. Luukkonen, M. Weinstock) (PP) 6 min 35 s – R. Wallin (S. Olsson) 12 min 16 s – K. Luukkonen (P. Lund, D. Brolin) 13 min 55 s – S. Olsson (P. Lund, A. Svensson) (SN) 19 min 03 s – M. Nygren (K. Luukkonen) 21 min 15 s – S. Olsson (R. Wallin, A. Svensson) 22 min 54 s – D. Axelsson (J. Andersson) D. Wessner (R. Wallin) (SN) 29 min 29 s D. Axelsson (D. Wessner) 32 min 18 s – A. Bergstrom (D. Wessner, D. Axelsson) (cage vide) 33 min 04 s – R. Wallin (S. Olsson, J. Bergmann) (cage vide) 35 min 13 s – D. Axelsson (A. Bergstrom, D. Wessner) 46 min 29 s – A. Svensson (J. Bergmann, S. Olsson) (SN) |                  |
| Bernhard Starkbaum Martin Werner Iberer | Gardiens | Dennis Karlsson                                                           | |                  |
| 6.0 min                                 | Pénalités | 3.0 min                                                                   | |                  |
| 15                                      | Tirs | 42                                                                        | |                  |

| 29 juin 2010 14:00 | Finlande | 2-3 (0–0, 0–0, 0–2, 2–1) | Autriche | Löfbergs Lila Arena |

| Feuille de match | Feuille de match                                                                                   | Feuille de match    | Feuille de match | Feuille de match |
| ---------------- | -------------------------------------------------------------------------------------------------- | ------------------- | --- | ---------------- |
|                  | T. Hannus (S. Vehvilainen) – 41 min 04 s (PP) S. Markkanen (T. Hannus, C. Miettinen) – 47 min 16 s | 0–1 0–2 0–3 1–3 2–3 | 29 min 17 s – C. Dolezal (M. Pollross) 32 min 29 s – G. Baumgartner (S. Wiedmaier) (SN) 38 min 06 s – D. Oberkofler (M. Pollross, Y. Riener) |                  |
| Simo Vehvilainen | Gardiens                                                                                           | Bernhard Starkbraum | |                  |
| 4.5 min          | Pénalités                                                                                          | 9.0 min             | |                  |
| 54               | Tirs                                                                                               | 26                  | |                  |

| 29 juin 2010 20:00 | Suède | 11-1 (1-1, 1-0, 4-0, 5-0) | Slovénie | Löfbergs Lila Arena |

| Feuille de match | Feuille de match | Feuille de match                                  | Feuille de match                   | Feuille de match |
| ---------------- | --- | ------------------------------------------------- | ---------------------------------- | ---------------- |
|                  | P. Lund (S. Olsson, D. Brolin) – 5 min 28 s M. Nygren (R. Wallin) – 19 min 02 s (SN) A. Svensson (M. Weinstock, P. Lund) – 28 min 36 s (SN) M. Weinstock (M. Thelander, A. Bergstrom) – 31 min 23 s A. Svensson (M. Weinstock) – 33 min 50 s (SN) D. Axelsson (D. Wessner, A. Bergstrom) – 35 min 04 s D. Axelsson (A. Bergstrom, D. Wessner) – 37 min 11 s D. Wessner (M. Weinstock) – 39 min 55 s (SN) D. Axelsson (A. Bergstrom, D. Wessner) – 44 min 38 s D. Brolin (K. Luukkonen) – 45 min 02 s R. Wallin (M. Weinstock) – 45 min 28 s | 0–1 1–1 2–1 3–1 4–1 5–1 6–1 7–1 8–1 9–1 10–1 11–1 | 3 min 40 s – S. Rajsar (Z. Jeglic) |                  |
| Markus Dahlbom   | Gardiens | Gasper Kroselj Luka Gracnar                       |                                    |                  |
| 9.0 min          | Pénalités | 12.0 min                                          |                                    |                  |
| 45               | Tirs | 21                                                |                                    |                  |

| 30 juin 2010 16:00 | Slovénie | 9-2 (2–0, 2–1, 1–0, 4–1) | Autriche | Löfbergs Lila Arena |

| Feuille de match | Feuille de match | Feuille de match                            | Feuille de match                                                                           | Feuille de match |
| ---------------- | --- | ------------------------------------------- | ------------------------------------------------------------------------------------------ | ---------------- |
|                  | M. Manfreda (M. Kralj) – 2 min 35 s M. Erman (D. Vedlin, Z. Jeglic) – 11 min 20 s D. Zemva (M. Kralj) – 21 min 13 s R. Ticar (Z. Jeglic, J. Loboda) – 22 min 13 s D. Vedlin (D. Kadic) – 30 min 39 s (SN) D. Vedlin (D. Zemva, D. Kadic) – 36 min 29 s (SN) Z. Jeglic – 39 min 25 s (PP) D. Zemva (D. Kadic) – 40 min 01 s (SN) S. Rajsar (Z. Jeglic) – 45 min 05 s | 1–0 2–0 2–1 3–1 4–1 5–1 6–1 7–1 8–1 9–1 9–2 | 17 min 19 s – D. Oberkofler (H. Lange, G. Gruber) 47 min 10 s – C. Dolezal (D. Oberkofler) |                  |
| Gasper Kroselj   | Gardiens | Bernhard Starkbaum                          |                                                                                            |                  |
| 6.0 min          | Pénalités | 22.0 min                                    |                                                                                            |                  |
| 44               | Tirs | 21                                          |                                                                                            |                  |

| 30 juin 2010 20:00 | Suède | 8-9 (pr) (2–3, 3–0, 3–2, 1–3, 0-1) | Finlande | Löfbergs Lila Arena |

| Feuille de match | Feuille de match | Feuille de match                                                    | Feuille de match | Feuille de match |
| ---------------- | --- | ------------------------------------------------------------------- | --- | ---------------- |
|                  | D. Axelsson (D. Wessner) – 6 min 17 s M. Weinstock (M. Nygren, A. Svensson) – 10 min 21 s A. Svensson (P. Lund) – 15 min 21 s (SN) D. Wessner (R. Wallin, D. Axelsson) – 19 min 36 s (SN) S. Olsson (K. Luukkonen, D. Brolin) – 26 min 31 s M. Weinstock – 33 min 05 s M. Weinstock (P. Lund, A. Svensson) – 35 min 52 s (PP) S. Olsson (K. Luukkonen) – 37 min 16 s | 1–0 1–1 1–2 1–3 2–3 3–3 4–3 4–4 4–5 5–5 6–5 7–5 7–6 8–6 8–7 8–8 8–9 | 7 min 01 s – S. Viljakainen (S. Markkanen, T. Virtala) 7 min 26 s – T. Suhonen (T. Lauren, J. Laaksonen) 8 min 35 s – S. Viljakainen (C. Miettinen, S. Makkanen) 24 min 41 s – C. Miettinen (T. Kauppinen, J. Vihko) (SN) 26 min 12 s – T. Virtala (T. Hannus) (SN) 37 min 07 s – C. Miettinen (T. Makiaho) (SN) 37 min 44 s – T. Suhonen (T. Kauppinen) 44 min 03 s – J. Vihko (M. Jokinen, J. Laaksonen) 52 min 48 s – T. Makiaho (J. Laaksonen) |                  |
| Markus Dahlbom   | Gardiens | Petri Karhu                                                         | |                  |
| 13.5 min         | Pénalités | 21.0 min                                                            | |                  |
| 49               | Tirs | 31                                                                  | |                  |

#### Groupe B
| Équipe             | MJ | V | V.A.P | D.A.P. | D | BP | BC | DIF | PTS |
| ------------------ | -- | - | ----- | ------ | - | -- | -- | --- | --- |
| États-Unis         | 3  | 3 | 0     | 0      | 0 | 21 | 7  | +14 | 9   |
| République tchèque | 3  | 2 | 0     | 0      | 1 | 13 | 12 | +1  | 6   |
| Canada             | 3  | 0 | 1     | 0      | 2 | 6  | 14 | −8  | 2   |
| Allemagne          | 3  | 0 | 0     | 1      | 2 | 16 | 23 | −7  | 1   |

| 28 juin 2010 16:00 | Allemagne | 8-9 (1-3, 3-1, 3-2, 1-3) | République tchèque | Löfbergs Lila Arena |

| Feuille de match           | Feuille de match | Feuille de match                                                    | Feuille de match | Feuille de match |
| -------------------------- | --- | ------------------------------------------------------------------- | --- | ---------------- |
|                            | T. Greilinger (P. Reimer, H. Holscher) – 3 min 52 s T. Greilinger (P. Reimer, H. Holscher) – 14 min 49 s (SN) T. Greilinger ((P. Reimer, H. Holscher) – 16 min 06 s (SN) A. Duck (B. Blank, D. Menge) – 17 min 24 s (SN) M. Bazany (P. Reimer) – 24 min 52 s P. Buzas (V. Holzmann) – 27 min 20 s V. Holzmann – 31 min 03 s A. Duck (D. Menge, B. Blank) – 45 min 39 s | 0–1 1–1 1–2 1–3 2–3 3–3 4–3 4–4 5–4 5–5 6–5 6–6 7–6 7–7 7–8 7–9 8–9 | 1 min 59 s – Z. Kubica (D. Sebek) 7 min 00 s – J. Polansky (P. Sebek, M. Vozdecky) 9 min 06 s – J. Rudovsky (P. Sebek) 20 min 30 s – J. Polansky (A. Jirik, M. Vozdecky) 25 min 52 s – P. Sebek (IN) 27 min 41 s – J. Rudovsky (J. Polansky, A. Jirik) 37 min 57 s – J. Besser (D. Sebek, M. Vozdecky) 38 min 13 s – Z. Kubica (D. Sebek, MJ. Besser) 42 min 01 s – P. Sebek (P. Strycek, J. Polansky) |                  |
| Jochen Vollmer Thomas Ower | Gardiens | Ondrej Jirkuv Roman Handl                                           | |                  |
| 4.5 min                    | Pénalités | 7.5 min                                                             | |                  |
| 22                         | Tirs | 39                                                                  | |                  |

| 28 juin 2010 18:00 | Canada | 2-7 (0-3, 0-1, 2-3, 0-0) | États-Unis | Löfbergs Lila Arena |

| Feuille de match | Feuille de match                                | Feuille de match                    | Feuille de match | Feuille de match |
| ---------------- | ----------------------------------------------- | ----------------------------------- | --- | ---------------- |
|                  | C. Terry – 28 min 11 s D. Hammond – 30 min 28 s | 0–1 0–2 0–3 0–4 0–5 1–5 1–6 2–6 2–7 | K. Kraemer (P. Lee) – 3 min 33 s A. Miner (J. Chavira, N. Sigmund) – 7 min 59 s J. Chavira (P. Lee, K. Kraemer) – 10 min 03 s J. Beilsten (R. Rodriquez, C. Yoder) – 13 min 53 s K. Kraemer (S. Campbell, P. Lee) – 27 min 38 s A. Miner (N. Sigmund, G. Osterkamp) – 29 min 45 s J. Beilsten – 34 min 46 s |                  |
| Brett Leggat     | Gardiens                                        | Thomas Tartaglione                  | |                  |
| 7.5 min          | Pénalités                                       | 3.0 min                             | |                  |
| 17               | Tirs                                            | 31                                  | |                  |

| 29 juin 2010 16:00 | Allemagne | 3-4 (pr) (2–1, 1–0, 0–1, 0–1) | Canada | Löfbergs Lila Arena |

| Feuille de match | Feuille de match | Feuille de match        | Feuille de match | Feuille de match |
| ---------------- | --- | ----------------------- | --- | ---------------- |
|                  | T. Greilinger (M. Bazany, P. Reimer) – 4 min 21 s (SN) Y Baier (S. Tolzer) – 10 min 54 s S. Tolzer (Y. Baier, B. Friedl) – 20 min 21 s | 1–0 1–1 2–1 3–1 3–2 3–3 | 8 min 47 s – K. Benjaminsen (M. Vevang) 35 min 56 s – K. Benjaminsen (K. Sheen) (SN) 41 min 31 s – D. Hammond 53 min 00 s – D. Hammond |                  |
| Thomas Ower      | Gardiens | Brett Leggat            | |                  |
| 9.0 min          | Pénalités | 4.5 min                 | |                  |
| 25               | Tirs | 38                      | |                  |

| 29 juin 2010 18:00 | États-Unis | 4-0 (1–0, 3–0, 0–0, 0–0) | République tchèque | Löfbergs Lila Arena |

| Feuille de match                | Feuille de match | Feuille de match | Feuille de match | Feuille de match |
| ------------------------------- | --- | ---------------- | ---------------- | ---------------- |
|                                 | P. Maroon (K. Kraemer, G. Osterkamp) – 6 min 03 s S. Gawrys (G. Osterkamp, A. Miner) – 15 min 04 s N. Sigmund (J. Beilsten) – 18 min 03 s S. Hawrys (C. Yoder) – 23 min 03 s | 1–0 2–0 3–0 4–0  |                  |                  |
| Troy Redmann Thomas Tartaglione | Gardiens | Roman Handl      |                  |                  |
| 7.5 min                         | Pénalités | 10.5 min         |                  |                  |
| 22                              | Tirs | 27               |                  |                  |

| 30 juin 2010 14:00 | République tchèque | 4-0 (0-0, 0-0, 2-0, 2-0) | Canada | Löfbergs Lila Arena |

| Feuille de match | Feuille de match | Feuille de match          | Feuille de match | Feuille de match |
| ---------------- | --- | ------------------------- | ---------------- | ---------------- |
|                  | A. Jirik (J. Rudovsky) – 27 min 16 s A. Jirik (J. Rudovsky) – 33 min 18 s J. Vlcek (J. Besser, Z. Kubica)) – 41 min 52 s P. Sebek (J. Polansky, J. Rudovsky) – 44 min 25 s | 1–0 2–0 3–0 4–0           |                  |                  |
| Roman Handl      | Gardiens | Brett Leggat Taylor Pears |                  |                  |
| 6.0 min          | Pénalités | 9.0 min                   |                  |                  |
| 45               | Tirs | 22                        |                  |                  |

| 30 juin 2010 18:00 | États-Unis | 10-5 (1–0, 5–0, 2–3, 2–2) | Allemagne | Löfbergs Lila Arena |

| Feuille de match   | Feuille de match | Feuille de match                                             | Feuille de match | Feuille de match |
| ------------------ | --- | ------------------------------------------------------------ | --- | ---------------- |
|                    | S. Gawrys (P. Maroon) – 10 min 10 s P. Maroon (C. Yoder) – 13 min 51 s P. Maroon (J. Beilsten) – 14 min 25 s N. Sigmund (A. Miner) – 17 min 54 s R. Rodriquez – 21 min 16 s K. Kraemer (T. Tartaglione) – 21 min 44 s S. Gawrys (P. Maroon) – 26 min 02 s K. Kraemer (P. Lee) – 33 min 28 s K. Kraemer (P. Lee, S. Campbell) – 40 min 49 s K. Kraemer (P. Lee) – 46 min 11 s | 1–0 2–0 3–0 4–0 5–0 6–0 7–0 7–1 7–2 8–2 8–3 9–3 9–4 9–5 10–5 | 32 min 09 s – P. Reimer (T. Greilinger) (SN) 33 min 08 s – P. Buzas (S. Tolzer, D. Menge) (SN) 35 min 39 s – P. Buzas (A. Duck) 43 min 48 s – P. Seifert 44 min 19 s – P. Buzas (P. Reimer) |                  |
| Thomas Tartaglione | Gardiens | Jochen Vollmer Thomas Ower                                   | |                  |
| 6.0 min            | Pénalités | 3.0 min                                                      | |                  |
| 26                 | Tirs | 29                                                           | |                  |

### Barrages de qualification
Les vainqueurs participent aux séries éliminatoires de l'élite, les perdants participent aux séries éliminatoires de la division 1.
4B contre 1D
| 1er juillet 2010 16:00 | Allemagne | 3-2 (2-1, 0-0, 0-0, 1-1) | Royaume-Uni | Löfbergs Lila Arena |

| Feuille de match | Feuille de match | Feuille de match    | Feuille de match | Feuille de match |
| ---------------- | ---------------- | ------------------- | ---------------- | ---------------- |
|                  |                  | 1-0 2-0 2-1 3-1 3-2 |                  |                  |
|                  |                  |                     |                  |                  |
| 7.5 min          | Pénalités        | 4.5 min             |                  |                  |
| 29               | Tirs             | 20                  |                  |                  |

4A contre 1C
| 1er juillet 2010 18:00 | Autriche | 2-6 (0-1, 1-1, 0-2, 1-2) | Slovaquie | Löfbergs Lila Arena |

| Feuille de match | Feuille de match | Feuille de match | Feuille de match | Feuille de match |
| ---------------- | ---------------- | ---------------- | ---------------- | ---------------- |
|                  |                  |                  |                  |                  |
|                  |                  |                  |                  |                  |
| 3.0 min          | Pénalités        | 10.5 min         |                  |                  |
| 31               | Tirs             | 26               |                  |                  |

### Séries éliminatoires
|  | Quarts de finale    | Quarts de finale    |                     |                     | Demi-finales           | Demi-finales           |   |  | Finale              | Finale              |
|  | Quarts de finale    | Quarts de finale    |                     |                     | Demi-finales           | Demi-finales           |   |  | Finale              | Finale              |
|  |                     |                     |                     |                     |                        |                        |   |  |                     |                     |
|  | Löfbergs Lila Arena | Löfbergs Lila Arena |                     |                     | Löfbergs Lila Arena    | Löfbergs Lila Arena    |   |  | Löfbergs Lila Arena | Löfbergs Lila Arena |
|  | Löfbergs Lila Arena | Löfbergs Lila Arena |                     |                     | Löfbergs Lila Arena    | Löfbergs Lila Arena    |   |  | Löfbergs Lila Arena | Löfbergs Lila Arena |
|  | Suède               | 6                   |                     |                     | Löfbergs Lila Arena    | Löfbergs Lila Arena    |   |  | Löfbergs Lila Arena | Löfbergs Lila Arena |
|  | Suède               | 6                   |                     |                     | Löfbergs Lila Arena    | Löfbergs Lila Arena    |   |  | Löfbergs Lila Arena | Löfbergs Lila Arena |
|  | Allemagne           | 4                   |                     |                     | Löfbergs Lila Arena    | Löfbergs Lila Arena    |   |  | Löfbergs Lila Arena | Löfbergs Lila Arena |
|  | Allemagne           | 4                   | Suède               | 3                   |                        |                        |   |  | Löfbergs Lila Arena | Löfbergs Lila Arena |
|  | Löfbergs Lila Arena |                     | Suède               | 3                   |                        |                        |   |  | Löfbergs Lila Arena | Löfbergs Lila Arena |
|  |                     | République tchèque  | 4                   |                     |                        |                        |   |  | Löfbergs Lila Arena | Löfbergs Lila Arena |
|  | République tchèque  | République tchèque  | 4                   | 7                   |                        |                        |   |  | Löfbergs Lila Arena | Löfbergs Lila Arena |
|  | République tchèque  |                     |                     | 7                   |                        |                        |   |  | Löfbergs Lila Arena | Löfbergs Lila Arena |
|  | Slovénie            | 2                   |                     |                     |                        |                        |   |  | Löfbergs Lila Arena | Löfbergs Lila Arena |
|  | Slovénie            | 2                   | République tchèque  | 3                   |                        |                        |   |  |                     |                     |
|  | Löfbergs Lila Arena |                     | République tchèque  | 3                   |                        |                        |   |  |                     |                     |
|  |                     | États-Unis          | 4                   |                     |                        |                        |   |  |                     |                     |
|  | États-Unis          | États-Unis          | 4                   | 9                   |                        |                        |   |  |                     |                     |
|  | États-Unis          | Löfbergs Lila Arena |                     | 9                   |                        |                        |   |  |                     |                     |
|  | Slovaquie           | 0                   |                     |                     |                        |                        |   |  |                     |                     |
|  | Slovaquie           | 0                   | États-Unis          | 12                  |                        |                        |   |  |                     |                     |
|  | Löfbergs Lila Arena | Löfbergs Lila Arena | États-Unis          | 12                  | Match pour la 3e place | Match pour la 3e place |   |  |                     |                     |
|  | Löfbergs Lila Arena | Löfbergs Lila Arena |                     | Canada              | Match pour la 3e place | Match pour la 3e place | 3 |  |                     |                     |
|  | Finlande            | 8                   | Löfbergs Lila Arena | Löfbergs Lila Arena |                        |                        | 3 |  |                     |                     |
|  | Finlande            | 8                   | Löfbergs Lila Arena | Löfbergs Lila Arena |                        |                        |   |  |                     |                     |
|  | Canada              | 10                  |                     | Suède               | 7                      |                        |   |  |                     |                     |
|  | Canada              | 10                  |                     | Suède               | 7                      |                        |   |  |                     |                     |
|  |                     |                     |                     |                     |                        |                        |   |  | Canada              | 6                   |
|  |                     |                     |                     |                     |                        |                        |   |  | Canada              | 6                   |

#### Quarts de finale
| Feuille de match             | Feuille de match | Feuille de match                                                          | Feuille de match | Feuille de match |
| ---------------------------- | --- | ------------------------------------------------------------------------- | --- | ---------------- |
|                              | T. Makiaho (C. Miettinen, T. Kauppinen) – 6 min 31 s (SN) T. Hannus (S. Viljakainen, S. Markkanen) – 7 min 41 s J. Vihko (A. Tuominen, C: Miettinen) – 8 min 20 s T. Makiaho (T. Virtala, T. Kauppinen) – 8 min 40 s T. Makiaho (T. Virtala, S. Markkanen) – 13 min 07 s S. Markkanen (T. Hannus, T. Virtala) – 15 min 39 s (DN) T. Virtala (K. Lohtander, S. Markkanen) – 42 min 14 s (SN) T. Hannus (S. Markkanen, T. Makiaho) – 46 min 30 s | 0–1 0–2 1–2 1–3 2–3 3–3 4–3 4–4 4–5 5–5 6–5 6–6 6–7 6–8 6–9 7–9 7–10 8–10 | 1 min 43 s – C. Terry (J. Carter) 4 min 11 s – J. Carter 7 min 23 s – T. Woods (J. Carter) 9 min 09 s – D. Hammond 11 min 24 s – C. Terry (D. Hammond, J. Carter) (PP) 21 min 28 s – C. Terry (D. Hammond) (SN) 30 min 11 s – J. Carter 32 min 49 s – C. Terry (D. Eison) 40 min 54 s – T. Woods (F. Corbeil) 45 min 48 s – L. Ciotti (D: Hammond) |                  |
| Simo Vehvilainen Petri Karhu | Gardiens | Taylor Pears Brett Leggat                                                 | |                  |
| 7.5 min                      | Pénalités | 7.5 min                                                                   | |                  |
| 30                           | Tirs | 39                                                                        | |                  |

| 2 juillet 2010 16:00 | République tchèque | 7-2 (1–1, 2–0, 4–0, 0–1) | Slovénie | Löfbergs Lila Arena |

| Feuille de match | Feuille de match | Feuille de match                    | Feuille de match                                                                         | Feuille de match |
| ---------------- | --- | ----------------------------------- | ---------------------------------------------------------------------------------------- | ---------------- |
|                  | M. Vavrusa (P. Strycek) – 10 min 50 s J. Rudovsky (M. Vavrusa) – 23 min 02 s (IN) M. Vozdecky (P. Sebek, P. Strycek) – 23 min 43 s J. Polandsky (P. Sebek, M. Vozdecky) – 27 min 06 s (SN) J. Besser (D. Sebek, L. Vlcek) – 27 min 54 s (SN) M. Vozdecky J. Polansky (P. Sebek, M. Vozdecky) – 34 min 53 s | 0–1 1–1 2–1 3–1 4–1 5–1 6–1 7–1 7–2 | 7 min 14 s – J. Loboda (R. Ticar, M. Kralj) (SN) 38 min 23 s – S. Rajsar (K. Ograjensek) |                  |
| Roman Handl      | Gardiens | Gasper Kroselj Luka Gracnar         |                                                                                          |                  |
| 6.0 min          | Pénalités | 4.5 min                             |                                                                                          |                  |
| 30               | Tirs | 14                                  |                                                                                          |                  |

| 2 juillet 2010 18:00 | États-Unis | 9-0 (3–0, 2–0, 2–0, 2–0) | Slovaquie | Löfbergs Lila Arena |

| Feuille de match   | Feuille de match | Feuille de match                    | Feuille de match | Feuille de match |
| ------------------ | --- | ----------------------------------- | ---------------- | ---------------- |
|                    | J. Chavira (N. Sigmund) – 49 s C. Yoder (S. Gawrys) – 3 min 45 s (SN) G. Osterkamp (J. Beilsten) – 10 min 20 s (IN) N. Sigmund – 16 min 17 s S. Gawrys (P. Maroon, C. Yoder) – 23 min 27 s P. Maroon (S. Gawrys) – 34 min 17 s J. Beilsten (S. Gawrys, P. maroon) – 35 min 17 s (SN) K. Kraemer – 38 min 09 s N. Sigmund (G. Osterkamp) – 45 min 26 s | 1–0 2–0 3–0 4–0 5–0 6–0 7–0 8–0 9–0 |                  |                  |
| Thomas Trataglione | Gardiens | Jozef Ondrejka                      |                  |                  |
| 3.0 min            | Pénalités | 9.0 min                             |                  |                  |
| 42                 | Tirs | 16                                  |                  |                  |

| 2 juillet 2010 20:00 | Suède | 6-4 (3-1, 1-1, 1-1, 1-1) | Allemagne | Löfbergs Lila Arena |

| Feuille de match | Feuille de match | Feuille de match                        | Feuille de match | Feuille de match |
| ---------------- | --- | --------------------------------------- | --- | ---------------- |
|                  | A. Svensson (R. Wallin) – 1 min 28 s D. Axelsson (D. Wessner, M. Thelander) – 2 min 49 s K. Luukkonen – 7 min 45 s D. Axelsson (M. Nygren) – 12 min 17 s (SN) D. Axelsson (M. Thelander) – 32 min 06 s D. Axelsson (M. Thelander) – 38 min 56 s | 1–0 2–0 3–0 3–1 4–1 4–2 5–2 5–3 6–3 6–4 | 8 min 27 s – A. Duck (P. Buzas, B. Blank) 17 min 53 s – B. Blank (A. Duck) (SN) 34 min 03 s – T. Greilinger (P. Reimer, H. Holscher) (SN) 43 min 42 s – T. Greilinger (M. Bazany, P. Reimer) |                  |
| Dennis Karlsson  | Gardiens | Thomas Ower                             | |                  |
| 9.0 min          | Pénalités | 10.0 min                                | |                  |
| 40               | Tirs | 30                                      | |                  |

#### Demi-finales
| 3 juillet 2010 18:00 | États-Unis | 12-3 (3–0, 2–0, 5–2, 2–1) | Canada | Löfbergs Lila Arena |

| Feuille de match | Feuille de match | Feuille de match                                                 | Feuille de match                                                                                | Feuille de match |
| ---------------- | --- | ---------------------------------------------------------------- | ----------------------------------------------------------------------------------------------- | ---------------- |
|                  | P. Maroon (S. Gawrys) – 3 min 11 s (SN) S. Gawrys (C. Yoder, A. Miner) – 6 min 17 s N. Sigmund – 8 min 18 s (IN) P. Maroon (C. Yoder, J. Beilsten) – 13 min 00 s (SN) K. Kraemer (S. Campbell) – 19 min 07 s G. Osterkamp (P. Maroon, S. Gawrys) – 25 min 04 s (SN) S. Campbell (K. Kraemer) – 26 min 18 s S. Gawrys (C. Yoder) – 28 min 41 s S. Gawrys (P. Maroon) – 28 min 51 s K. Kraemer (A. Minder, G. Osterkamp) – 32 min 03 s J. Chavira – 45 min 59 s P. Lee – 47 min 49 s | 1–0 2–0 3–0 4–0 5–0 6–0 7–0 7–1 8–1 9–1 10–1 10–2 10–3 11–3 12–3 | 28 min 12 s – T. Woods (J. Carter) 34 min 29 s – D. Hammond (C. Terry) 42 min 20 s – D. Hammond |                  |
| Troy Redmann     | Gardiens | Brett Leggat Taylor Pears                                        |                                                                                                 |                  |
| 3.0 min          | Pénalités | 6.0 min                                                          |                                                                                                 |                  |
| 39               | Tirs | 20                                                               |                                                                                                 |                  |

| 3 juillet 2010 20:00 | Suède | 3-4 (0-1, 1-0, 0-1, 2-2) | République tchèque | Löfbergs Lila Arena |

| Feuille de match | Feuille de match | Feuille de match            | Feuille de match | Feuille de match |
| ---------------- | --- | --------------------------- | --- | ---------------- |
|                  | D. Axelsson (R. Wallin, M. Nygren) – 17 min 35 s (SN) M. Weinstock (M. Thelander) – 39 min 24 s D. Axelsson (D. Wessner) – 41 min 35 s | 0–1 1–1 1–2 2–2 3–2 3–3 3–4 | 7 min 27 s – Z. Kubica (D. Sebek, L. Vlcek) 31 min 31 s – J. Polansky (P. Sebek, P. Strycek) 43 min 50 s – J. Rudovsky (P. Sebek) 46 min 22 s – M. Vozdecky (P. Strycek) |                  |
| Dennis Karlsson  | Gardiens | Roman Handl                 | |                  |
| 10.5 min         | Pénalités | 9.0 min                     | |                  |
| 39               | Tirs | 21                          | |                  |

#### Matchs pour la septième place
| 3 juillet 2010 14:00 | Slovaquie | 4-6 (1–2, 2–1, 1–2, 0–1) | Allemagne | Löfbergs Lila Arena |

| Feuille de match | Feuille de match | Feuille de match                        | Feuille de match | Feuille de match |
| ---------------- | --- | --------------------------------------- | --- | ---------------- |
|                  | H. Ruckay (M. Galik, B. Ertel) – 10 min 01 s M. Siller (P. Trska) – 14 min 38 s (SN) H. Ruckay (M. Cunderlik) – 22 min 43 s M. Cunderlik (H. Ruckay, B. Ertel) – 25 min 42 s | 0–1 0–2 1–2 2–2 2–3 3–3 4–3 4–4 4–5 4–6 | 4 min 27 s – T. Greilinger (A. Duck, P. Reimer) 4 min 46 s – A. Duck (P. Seifert) 21 min 02 s – H. Holscher (M. Bazany) 32 min 47 s – H. Holscher (T. Greilinger) (SN) 33 min 26 s – A. Duck (B. Friedl) 40 min 19 s – A. Duck (P. Buzas, P. Seifert) SN |                  |
| Jozef Ondrejka   | Gardiens | Jochen Vollmer Thomas Ower              | |                  |
| 9.0 min          | Pénalités | 3.0 min                                 | |                  |
| 32               | Tirs | 44                                      | |                  |

#### Match pour la cinquième place
| 3 juillet 2010 16:00 | Slovénie | 9-5 (1-0, 2-3, 2-1, 4-1) | Finlande | Löfbergs Lila Arena |

| Feuille de match | Feuille de match | Feuille de match | Feuille de match | Feuille de match |
| ---------------- | --- | ---------------- | --- | ---------------- |
|                  | 5 min 29 s, Sabolic (Zemva) 15 min 55 s, Erman (Kralj) 19 min 16 s, Jeglic (Ticar) 24 min 35 s, Ticar (Jeglic) 27 min 26 s, Jeglic (Ticar) 42 min 29 s, Jeglic (Ticar, Kralj) SN 43 min 36 s, Sabolic (Zemva) 43 min 42 s, Jeglic (Ticar) 47 min 01 s, Sabolic |                  | 16 min 33 s, Virtala (Kauppinen, Suhonen) 18 min 40 s,Lohtander (Viljakainen, Markkanen) 20 min 48 s, Lehtila (Hannus) 28 min 11 s, Suhonen (Virtala, Markkanen) 44 min 55 s, Lauren |                  |
| Gasper Kroselj   | Gardiens | Petri Karhu      | |                  |
| 3.0 min          | Pénalités | 7.5 min          | |                  |
| 41               | Tirs | 38               | |                  |

#### Match pour la troisième place
| 4 juillet 2010 16:00 | Canada | 6-7 (0-3, 2-1, 1-2, 3-1) | Suède | Löfbergs Lila Arena |

| Feuille de match | Feuille de match | Feuille de match                                    | Feuille de match | Feuille de match |
| ---------------- | --- | --------------------------------------------------- | --- | ---------------- |
|                  | T. Woods (C. Terry) – 18 min 13 s (SN) K. Benjaminsen – 18 min 50 s C. Terry (D. Hammond) – 32 min 46 s D. Hammond (C. Terry, K. Benjaminsen) – 37 min 15 s (SN) F. Corbeil – 44 min 18 s D. Hammond (K. Benjaminsen) – 47 min 30 s | 0–1 0–2 0–3 1–3 2–3 2–4 2–5 3–5 3–6 4–6 4–7 5–7 6–7 | 14 s – A. Bergstrom (M. Thelander, A. Svensson) 5 min 21 s – P. Lund (S. Olsson) 9 min 37 s – D. Axelsson (A. Svensson, M. Thelander) (SN) 21 min 42 s – M. Nygren (M. Weinstock, D. Brolin) (SN) 31 min 53 s – A. Svensson (K. Luukkonen) 34 min 05 s – A. Svensson (K. Luukkonen) 40 min 01 s – M. Weinstock (D. Brolin) SN |                  |
| Brett Leggat     | Gardiens | Dennis Karlsson                                     | |                  |
| 25.0 min         | Pénalités | 22.0 min                                            | |                  |
| 40               | Tirs | 33                                                  | |                  |

#### Finale
| 4 juillet 2010 18:00 | République tchèque | 3-4 (1-1, 0-1, 1-1, 1-1) | États-Unis | Löfbergs Lila Arena |

| Feuille de match | Feuille de match | Feuille de match            | Feuille de match | Feuille de match |
| ---------------- | --- | --------------------------- | --- | ---------------- |
|                  | M. Vozdecky (J. Polansky, P. Sebek) – 4 min 37 s P. Sebek (A. Jirik) – 27 min 54 s J. Polansky (M. Vozdecky) – 38 min 31 s | 0–1 1–1 1–2 2–2 2–3 3–3 3–4 | 3 min 45 s – K. Kraemer (P. Lee) 17 min 09 s – K. Kraemer (P. Lee) 30 min 49 s – P. Maroon (J. Beilsten) 42 min 54 s – S. Gawrys (P. Maroon, C. Yoder) |                  |
| Roman Handl      | Gardiens | Troy Redmann                | |                  |
| 3.0 min          | Pénalités | 3.0 min                     | |                  |
| 21               | Tirs | 27                          | |                  |

### Meilleurs pointeurs
Pour les significations des abréviations, voir Statistiques du hockey sur glace.
| Joueur           | PJ | B  | A  | Pts | +/− | Pun  |
| ---------------- | -- | -- | -- | --- | --- | ---- |
| Dick Axelsson    | 6  | 14 | 2  | 16  | +9  | 16.0 |
| Andreas Svensson | 6  | 8  | 7  | 15  | −1  | 3.0  |
| Kyle Kraemer     | 6  | 11 | 3  | 14  | +13 | 1.5  |
| Shawn Gawrys     | 6  | 9  | 5  | 14  | +5  | 6.0  |
| Patrick Maroon   | 6  | 7  | 7  | 14  | +5  | 0    |
| Sami Markkanen   | 5  | 4  | 10 | 14  | −1  | 0    |
| David Hammond    | 6  | 8  | 4  | 12  | −2  | 3.0  |
| Ziga Jeglic      | 5  | 7  | 5  | 12  | −1  | 0    |
| Marcus Weinstock | 6  | 6  | 6  | 12  | −6  | 1.5  |
| Patrik Sebek     | 6  | 4  | 8  | 12  | +3  | 0    |
| Daniel Wessner   | 6  | 3  | 9  | 12  | +4  | 7.5  |

### Meilleurs joueurs
- Meilleur joueur : Dick Axelsson (Suède).
- Meilleur gardien de but : Roman Handl (République tchèque).
- Meilleur défenseur : Sami Markkanen (Finlande).
- Meilleur attaquant : Nathan Sigmund (États-Unis).

## Division 1

### Tour préliminaire

#### Groupe C
| 28 juin 2010 13:00 | Hongrie | 2-5 (0-1, 1-2, 0-1, 1-1) | Australie | Löfbergs Lila Arena |

| Feuille de match | Feuille de match | Feuille de match | Feuille de match | Feuille de match |
| ---------------- | ---------------- | ---------------- | ---------------- | ---------------- |
|                  |                  |                  |                  |                  |
|                  |                  |                  |                  |                  |
|                  |                  |                  |                  |                  |
|                  |                  |                  |                  |                  |

| 28 juin 2010 17:00 | Croatie | 2-13 (0-3, 1-5, 0-3, 1-2) | Slovaquie | Löfbergs Lila Arena |

| Feuille de match | Feuille de match | Feuille de match | Feuille de match | Feuille de match |
| ---------------- | ---------------- | ---------------- | ---------------- | ---------------- |
|                  |                  |                  |                  |                  |
|                  |                  |                  |                  |                  |
|                  |                  |                  |                  |                  |
|                  |                  |                  |                  |                  |

| 29 juin 2010 13:00 | Hongrie | 8-5 (1-1, 4-1, 2-0, 1-3) | Croatie | Löfbergs Lila Arena |

| Feuille de match | Feuille de match | Feuille de match | Feuille de match | Feuille de match |
| ---------------- | ---------------- | ---------------- | ---------------- | ---------------- |
|                  |                  |                  |                  |                  |
|                  |                  |                  |                  |                  |
|                  |                  |                  |                  |                  |
|                  |                  |                  |                  |                  |

| 29 juin 2010 19:00 | Slovaquie | 10-4 (3-2, 1-2, 3-0, 3-0) | Australie | Löfbergs Lila Arena |

| Feuille de match | Feuille de match | Feuille de match | Feuille de match | Feuille de match |
| ---------------- | ---------------- | ---------------- | ---------------- | ---------------- |
|                  |                  |                  |                  |                  |
|                  |                  |                  |                  |                  |
|                  |                  |                  |                  |                  |
|                  |                  |                  |                  |                  |

| 30 juin 2010 15:00 | Australie | 3-7 (0-3, 2-0, 1-0, 0-4) | Croatie | Löfbergs Lila Arena |

| Feuille de match | Feuille de match | Feuille de match | Feuille de match | Feuille de match |
| ---------------- | ---------------- | ---------------- | ---------------- | ---------------- |
|                  |                  |                  |                  |                  |
|                  |                  |                  |                  |                  |
|                  |                  |                  |                  |                  |
|                  |                  |                  |                  |                  |

| 30 juin 2010 19:00 | Slovaquie | 4-5 (pr) (1-1, 1-0, 0-3, 2-0, 0-1) | Hongrie | Löfbergs Lila Arena |

| Feuille de match | Feuille de match | Feuille de match | Feuille de match | Feuille de match |
| ---------------- | ---------------- | ---------------- | ---------------- | ---------------- |
|                  |                  |                  |                  |                  |
|                  |                  |                  |                  |                  |
|                  |                  |                  |                  |                  |
|                  |                  |                  |                  |                  |

| Équipe    | MJ | V | V.A.P | D.A.P. | D | BP | BC | DIF | PTS |
| --------- | -- | - | ----- | ------ | - | -- | -- | --- | --- |
| Slovaquie | 3  | 2 | 0     | 1      | 0 | 27 | 11 | 16  | 7   |
| Hongrie   | 3  | 1 | 1     | 0      | 1 | 15 | 14 | 1   | 5   |
| Croatie   | 3  | 1 | 0     | 0      | 2 | 14 | 24 | -10 | 3   |
| Australie | 3  | 1 | 0     | 0      | 2 | 12 | 19 | -7  | 3   |

#### Groupe D
| 28 juin 2010 15:00 | Brésil | 5-6 (TB) (0-0, 1-2, 3-1, 1-2, 0-0) | Japon | Löfbergs Lila Arena |

| Feuille de match | Feuille de match | Feuille de match | Feuille de match | Feuille de match |
| ---------------- | ---------------- | ---------------- | ---------------- | ---------------- |
|                  |                  |                  |                  |                  |
|                  |                  |                  |                  |                  |
|                  |                  |                  |                  |                  |
|                  |                  |                  |                  |                  |

| 28 juin 2010 19:00 | Argentine | 3-13 (1-2, 1-2, 1-6, 0-3) | Royaume-Uni | Löfbergs Lila Arena |

| Feuille de match | Feuille de match | Feuille de match | Feuille de match | Feuille de match |
| ---------------- | ---------------- | ---------------- | ---------------- | ---------------- |
|                  |                  |                  |                  |                  |
|                  |                  |                  |                  |                  |
|                  |                  |                  |                  |                  |
|                  |                  |                  |                  |                  |

| 29 juin 2010 15:00 | Brésil | 6-5 (TB) (2-0, 0-1, 1-2, 2-2, 0-0, 1-0) | Argentine | Löfbergs Lila Arena |

| Feuille de match | Feuille de match | Feuille de match | Feuille de match | Feuille de match |
| ---------------- | ---------------- | ---------------- | ---------------- | ---------------- |
|                  |                  |                  |                  |                  |
|                  |                  |                  |                  |                  |
|                  |                  |                  |                  |                  |
|                  |                  |                  |                  |                  |

| 29 juin 2010 17:00 | Royaume-Uni | 5-2 (0-0, 1-0, 1-2, 3-0) | Japon | Löfbergs Lila Arena |

| Feuille de match | Feuille de match | Feuille de match | Feuille de match | Feuille de match |
| ---------------- | ---------------- | ---------------- | ---------------- | ---------------- |
|                  |                  |                  |                  |                  |
|                  |                  |                  |                  |                  |
|                  |                  |                  |                  |                  |
|                  |                  |                  |                  |                  |

| 30 juin 2010 13:00 | Japon | 5-3 (1-0, 3-0, 1-1, 0-2) | Argentine | Löfbergs Lila Arena |

| Feuille de match | Feuille de match | Feuille de match | Feuille de match | Feuille de match |
| ---------------- | ---------------- | ---------------- | ---------------- | ---------------- |
|                  |                  |                  |                  |                  |
|                  |                  |                  |                  |                  |
|                  |                  |                  |                  |                  |
|                  |                  |                  |                  |                  |

| 30 juin 2010 17:00 | Royaume-Uni | 5-0 (1-0, 1-0, 2-0, 1-0) | Brésil | Löfbergs Lila Arena |

| Feuille de match | Feuille de match | Feuille de match | Feuille de match | Feuille de match |
| ---------------- | ---------------- | ---------------- | ---------------- | ---------------- |
|                  |                  |                  |                  |                  |
|                  |                  |                  |                  |                  |
|                  |                  |                  |                  |                  |
|                  |                  |                  |                  |                  |

| Équipe      | MJ | V | V.A.P | D.A.P. | D | BP | BC | DIF | PTS |
| ----------- | -- | - | ----- | ------ | - | -- | -- | --- | --- |
| Royaume-Uni | 3  | 3 | 0     | 0      | 0 | 23 | 5  | +18 | 9   |
| Brésil      | 3  | 0 | 2     | 0      | 1 | 12 | 15 | -3  | 4   |
| Japon       | 3  | 1 | 0     | 1      | 1 | 12 | 14 | -2  | 4   |
| Argentine   | 3  | 0 | 0     | 1      | 2 | 11 | 24 | -13 | 1   |

### Séries éliminatoires
|  | Quarts de finale    | Quarts de finale    |                     |                     | Demi-finales           | Demi-finales           |   |  | Finale              | Finale              |
|  | Quarts de finale    | Quarts de finale    |                     |                     | Demi-finales           | Demi-finales           |   |  | Finale              | Finale              |
|  |                     |                     |                     |                     |                        |                        |   |  |                     |                     |
|  | Löfbergs Lila Arena | Löfbergs Lila Arena |                     |                     | Löfbergs Lila Arena    | Löfbergs Lila Arena    |   |  | Löfbergs Lila Arena | Löfbergs Lila Arena |
|  | Löfbergs Lila Arena | Löfbergs Lila Arena |                     |                     | Löfbergs Lila Arena    | Löfbergs Lila Arena    |   |  | Löfbergs Lila Arena | Löfbergs Lila Arena |
|  | Brésil              | 4                   |                     |                     | Löfbergs Lila Arena    | Löfbergs Lila Arena    |   |  | Löfbergs Lila Arena | Löfbergs Lila Arena |
|  | Brésil              | 4                   |                     |                     | Löfbergs Lila Arena    | Löfbergs Lila Arena    |   |  | Löfbergs Lila Arena | Löfbergs Lila Arena |
|  | Croatie             | 13                  |                     |                     | Löfbergs Lila Arena    | Löfbergs Lila Arena    |   |  | Löfbergs Lila Arena | Löfbergs Lila Arena |
|  | Croatie             | 13                  | Croatie             | 12                  |                        |                        |   |  | Löfbergs Lila Arena | Löfbergs Lila Arena |
|  | Löfbergs Lila Arena |                     | Croatie             | 12                  |                        |                        |   |  | Löfbergs Lila Arena | Löfbergs Lila Arena |
|  |                     | Hongrie             | 8                   |                     |                        |                        |   |  | Löfbergs Lila Arena | Löfbergs Lila Arena |
|  | Hongrie             | Hongrie             | 8                   | 12                  |                        |                        |   |  | Löfbergs Lila Arena | Löfbergs Lila Arena |
|  | Hongrie             |                     |                     | 12                  |                        |                        |   |  | Löfbergs Lila Arena | Löfbergs Lila Arena |
|  | Japon               | 4                   |                     |                     |                        |                        |   |  | Löfbergs Lila Arena | Löfbergs Lila Arena |
|  | Japon               | 4                   | Croatie             | 0                   |                        |                        |   |  |                     |                     |
|  | Löfbergs Lila Arena |                     | Croatie             | 0                   |                        |                        |   |  |                     |                     |
|  |                     | Autriche            | 5                   |                     |                        |                        |   |  |                     |                     |
|  | Royaume-Uni         | Autriche            | 5                   | 1                   |                        |                        |   |  |                     |                     |
|  | Royaume-Uni         | Löfbergs Lila Arena |                     | 1                   |                        |                        |   |  |                     |                     |
|  | Australie           | 2                   |                     |                     |                        |                        |   |  |                     |                     |
|  | Australie           | 2                   | Australie           | 2                   |                        |                        |   |  |                     |                     |
|  | Löfbergs Lila Arena | Löfbergs Lila Arena | Australie           | 2                   | Match pour la 3e place | Match pour la 3e place |   |  |                     |                     |
|  | Löfbergs Lila Arena | Löfbergs Lila Arena |                     | Autriche            | Match pour la 3e place | Match pour la 3e place | 7 |  |                     |                     |
|  | Autriche            | 17                  | Löfbergs Lila Arena | Löfbergs Lila Arena |                        |                        | 7 |  |                     |                     |
|  | Autriche            | 17                  | Löfbergs Lila Arena | Löfbergs Lila Arena |                        |                        |   |  |                     |                     |
|  | Argentine           | 0                   |                     | Hongrie             | 6                      |                        |   |  |                     |                     |
|  | Argentine           | 0                   |                     | Hongrie             | 6                      |                        |   |  |                     |                     |
|  |                     |                     |                     |                     |                        |                        |   |  | Australie           | 5                   |
|  |                     |                     |                     |                     |                        |                        |   |  | Australie           | 5                   |

#### Quarts de finale
| 2 juillet 2010 13:00 | Hongrie | 12-4 (4-0, 4-1, 2-1, 2-2) | Japon | Löfbergs Lila Arena |

| Feuille de match | Feuille de match | Feuille de match | Feuille de match | Feuille de match |
| ---------------- | ---------------- | ---------------- | ---------------- | ---------------- |
|                  |                  |                  |                  |                  |
|                  |                  |                  |                  |                  |
|                  |                  |                  |                  |                  |
|                  |                  |                  |                  |                  |

| 2 juillet 2010 15:00 | Brésil | 4-13 (0-3, 0-7, 2-0, 2-3) | Croatie | Löfbergs Lila Arena |

| Feuille de match | Feuille de match | Feuille de match | Feuille de match | Feuille de match |
| ---------------- | ---------------- | ---------------- | ---------------- | ---------------- |
|                  |                  |                  |                  |                  |
|                  |                  |                  |                  |                  |
|                  |                  |                  |                  |                  |
|                  |                  |                  |                  |                  |

| 2 juillet 2010 17:00 | Royaume-Uni | 1-2 (TB) (0-0, 1-0, 0-0, 0-1, 0-0, 0-1) | Australie | Löfbergs Lila Arena |

| Feuille de match | Feuille de match | Feuille de match | Feuille de match | Feuille de match |
| ---------------- | ---------------- | ---------------- | ---------------- | ---------------- |
|                  |                  |                  |                  |                  |
|                  |                  |                  |                  |                  |
|                  |                  |                  |                  |                  |
|                  |                  |                  |                  |                  |

| 2 juillet 2010 19:00 | Autriche | 17-0 (5-0, 7-0, 2-0, 3-0) | Argentine | Löfbergs Lila Arena |

| Feuille de match | Feuille de match | Feuille de match | Feuille de match | Feuille de match |
| ---------------- | ---------------- | ---------------- | ---------------- | ---------------- |
|                  |                  |                  |                  |                  |
|                  |                  |                  |                  |                  |
|                  |                  |                  |                  |                  |
|                  |                  |                  |                  |                  |

#### Demi-finales
| 3 juillet 2010 17:00 | Croatie | 12-8 (3-2, 3-2, 4-3, 2-1) | Hongrie | Löfbergs Lila Arena |

| 3 juillet 2010 19:00 | Autriche | 7-2 (3-1, 2-0, 1-0, 1-1) | Australie | Löfbergs Lila Arena |

| Feuille de match | Feuille de match | Feuille de match | Feuille de match | Feuille de match |
| ---------------- | ---------------- | ---------------- | ---------------- | ---------------- |
|                  |                  |                  |                  |                  |
|                  |                  |                  |                  |                  |
| 1.5 min          | Pénalités        | 7.5 min          |                  |                  |
| 34               | Tirs             | 32               |                  |                  |

#### Matchs de classement
| 3 juillet 2010 13:00 | Japon | 8-3 (3-1, 0-1, 3-1, 2-0) | Brésil | Löfbergs Lila Arena |

| Feuille de match | Feuille de match | Feuille de match | Feuille de match | Feuille de match |
| ---------------- | ---------------- | ---------------- | ---------------- | ---------------- |
|                  |                  |                  |                  |                  |
|                  |                  |                  |                  |                  |
| 7.5 min          | Pénalités        | 12.0 min         |                  |                  |
| 36               | Tirs             | 31               |                  |                  |

| 3 juillet 2010 15:00 | Royaume-Uni | 6-3 (2-0, 0-0, 1-1, 3-2) | Argentine | Löfbergs Lila Arena |

| Feuille de match | Feuille de match | Feuille de match | Feuille de match | Feuille de match |
| ---------------- | ---------------- | ---------------- | ---------------- | ---------------- |
|                  |                  |                  |                  |                  |
|                  |                  |                  |                  |                  |
| 10.5 min         | Pénalités        | 6.0 min          |                  |                  |
| 31               | Tirs             | 16               |                  |                  |

#### Match pour la troisième place
| 4 juillet 2010 15:00 | Australie | 5-6 (1-5, 0-0, 2-0, 2-1) | Hongrie | Löfbergs Lila Arena |

| Feuille de match | Feuille de match | Feuille de match | Feuille de match | Feuille de match |
| ---------------- | ---------------- | ---------------- | ---------------- | ---------------- |
|                  |                  |                  |                  |                  |
|                  |                  |                  |                  |                  |
| 1.5 min          | Pénalités        | 7.5 min          |                  |                  |
| 46               | Tirs             | 22               |                  |                  |

#### Finale
| 4 juillet 2010 17:00 | Croatie | 0-5 (0-2, 0-2, 0-0, 0-1) | Autriche | Löfbergs Lila Arena |

| Feuille de match | Feuille de match | Feuille de match | Feuille de match | Feuille de match |
| ---------------- | ---------------- | ---------------- | ---------------- | ---------------- |
|                  |                  |                  |                  |                  |
|                  |                  |                  |                  |                  |
| 7.5 min          | Pénalités        | 3.0 min          |                  |                  |
| 16               | Tirs             | 24               |                  |                  |

### Meilleurs joueurs
- Meilleur gardien : Bernhard Starkbaum (Autriche).
- Meilleur défenseur : Viktor Tokaji (Hongrie).
- Meilleur attaquant : Tomislav Grozaj (Croatie).

## Classement final
| Place | Équipe             |
| ----- | ------------------ |
| 1     | États-Unis         |
| 2     | République tchèque |
| 3     | Suède              |
| 4     | Canada             |
| 5     | Slovénie           |
| 6     | Finlande           |
| 7     | Allemagne          |
| 8     | Slovaquie          |

| Rang | Pays        |
| ---- | ----------- |
| 1    | Autriche    |
| 2    | Croatie     |
| 3    | Hongrie     |
| 4    | Australie   |
| 5    | Royaume-Uni |
| 6    | Japon       |
| 7    | Brésil      |
| 8    | Argentine   |